# Camp Sleipner
Camp Sleipner var en grupperingsplats för 10 pansarskyttekompaniet inom Nordbat 2 och SWEBAT i Bosnien. Campen var förlagd till orten Zivinice en mil söder om Tuzla. Campen upprättades under BA01 och var verksam till hösten 1994 då BA02 omgrupperade till orten Brgule efter att under en kortare tid varit förlagda på en betongplatta inne på Tuzla Air Base. Campen avvecklades under 1997.
Campen var uppkallad efter Sleipner, som är Odens häst i nordisk mytologi. Oden fick även ge namn år Camp Oden, som även den låg i Zivinice. 